# Harry Crerar
Henry Duncan Graham "Harry" Crerar CH, CB, DSO, CD, PC (28 de abril de 1888 – 1 de abril de 1965) fue un oficial del Ejército canadiense, y se convirtió en el ''líder comandante del campo'' de su país, en la Segunda Guerra Mundial, donde comandó el Primer Ejército canadiense.

## Primeros años
Nació en Hamilton, Ontario, siendo hijo del abogado Peter Crerar y de Marion Stinson, y falleció en Ottawa, Ontario.  Antes de ingresar al servicio militar,  trabajó como ingeniero con la Comisión de Energía Hidroeléctrica de Ontario, donde fundó el departamento de investigación en 1912. Asistió y se graduó en la Upper Canada College y Highfield School en Hamilton en 1906, y después fue a la Royal Military College, en Kingston, Ontario. Ascendió al rango de Teniente Coronel de artillería en la Primera Guerra Mundial. A diferencia de la mayoría de los oficiales, se mantuvo en el ejército después de la guerra. Fue nombrado Director de Operaciones & Inteligencia Militar en 1935 y Comandante del Royal Military College en 1939.

## Segunda Guerra Mundial

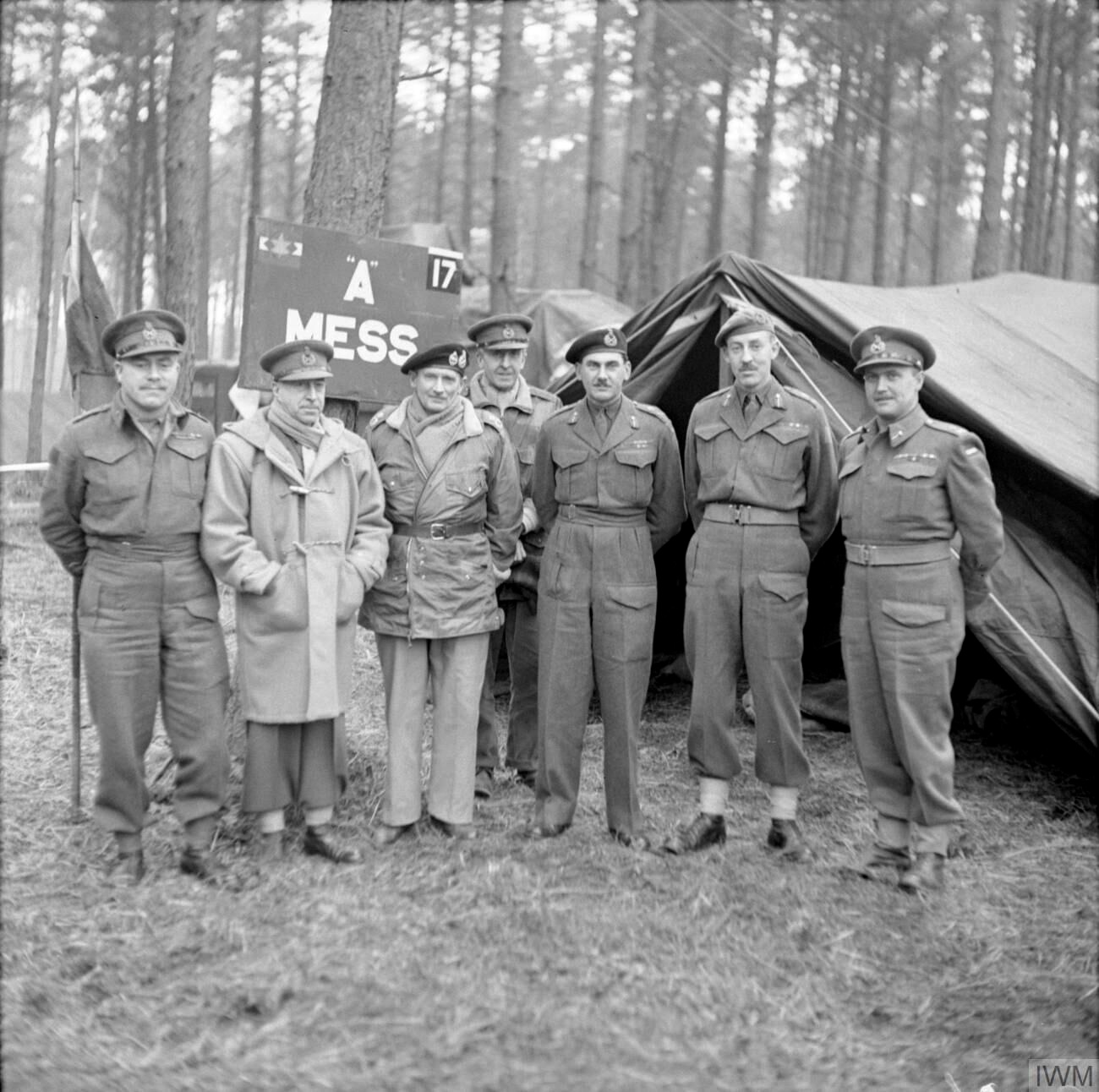
Mayor General C Vokes (4.ª División Blindada), General H.D.C Crerar (Comandante del Ejército), Mariscal del Campo Sir Bernard L Montgomery, el Teniente General B.G Horrocks (XXX Cuerpo británico, Ejército adjunto canadiense), Teniente G General C.Simonds (II Cuerpo), Mayor General D.C Spry (3.ª División de Infantería), y el Mayor General A.B Mathews (2.ª División)

Participó en la Segunda Guerra Mundial, inicialmente como Brigadier del Estado Mayor en la sede militar canadiense en Inglaterra. A principios de 1940, fue nombrado vicejefe del Estado Mayor en Canadá y más tarde en ese mismo año, pasa a ser Jefe del Estado Mayor.
Se convirtió en el Oficial General al mando de la 2.ª División de Infantería Canadiense en Inglaterra en 1941, del I Cuerpo canadiense en Inglaterra y luego en Italia en 1942 y ese mismo cargo en el Primer Ejército canadiense en Europa Noroccidental en 1944. Crerar se estaba recuperando de un ataque de disentería durante la Batalla del estuario del Escalda en octubre de 1944 y su rol como oficial general al mando fue asumido por el Teniente General Guy Simonds.
Crerar estuvo en la portada de la revista Time, el 18 de septiembre de 1944. Fue promovido a General en noviembre de 1944.
Ha sido descrito como un líder capaz y políticamente astuto, valorando su rendimiento como rango de comandante militar de "mediocre" a "competente".

## Despedida

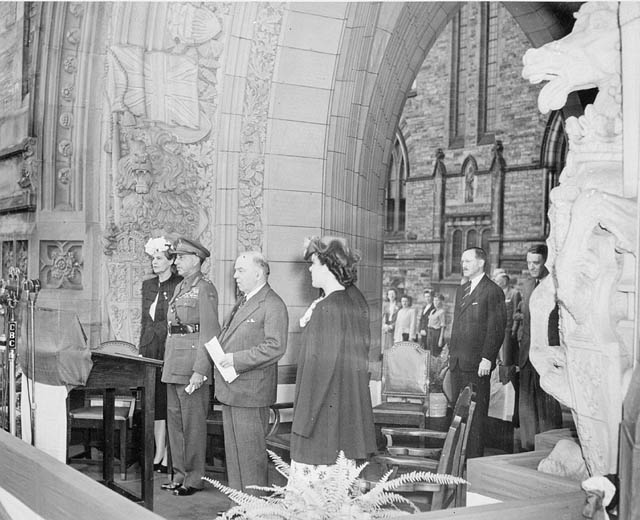
Retorno a Ottawa el 7 de agosto de 1945 del General H.D.G. Crerar D.S.O. Después de la Segunda Guerra Mundial. (L-R): Señora Crerar,General Crerar, Rt. Hon. William Lyon Mackenzie King, Señora H.Z. Palmer

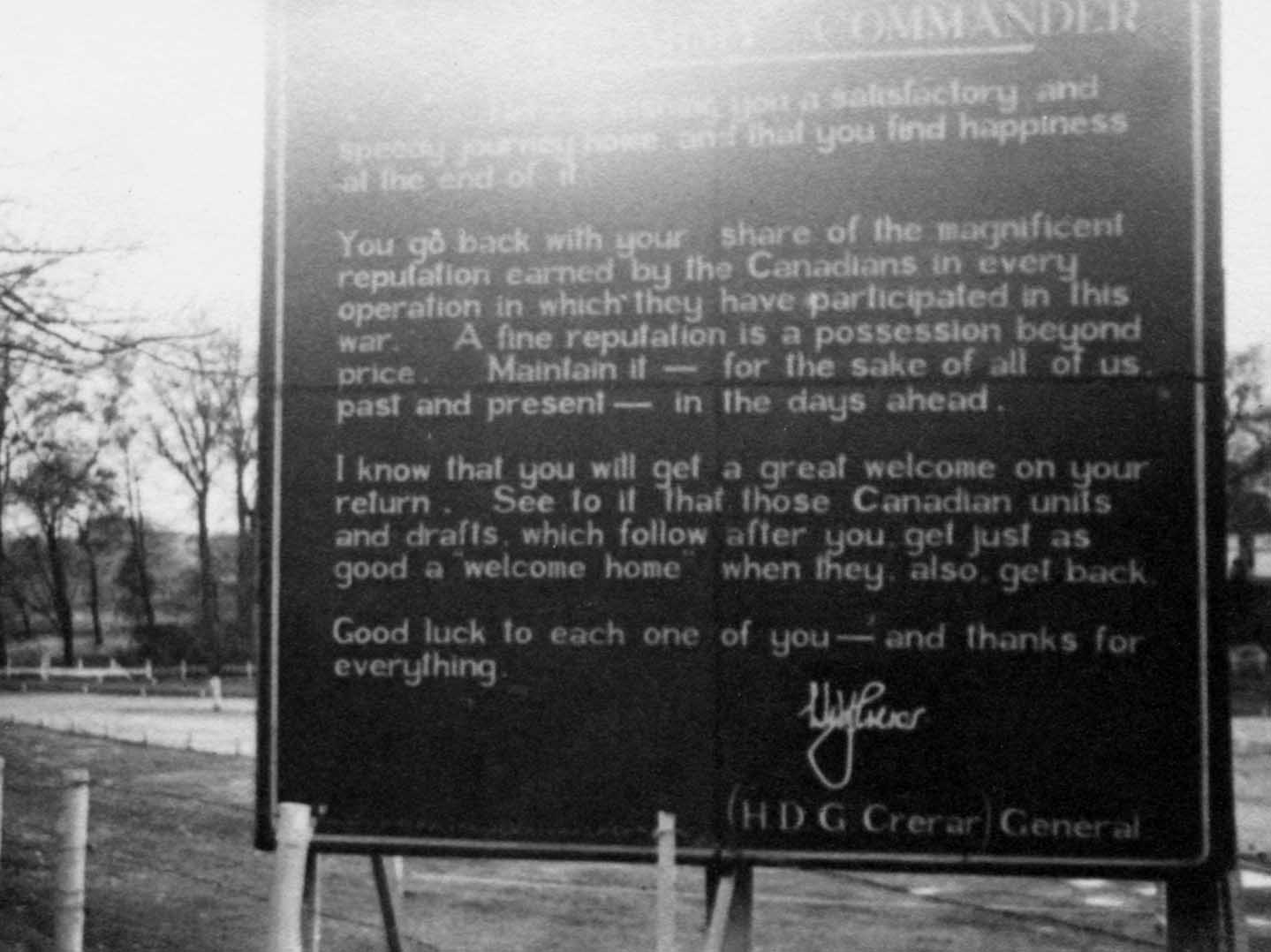
Una señal de despedida publicada en nombre del Gen. H.D.G. Crerar a sus tropas del Primer Ejército canadiense mientras abandonaba los Países Bajos en 1945.

## Posguerra

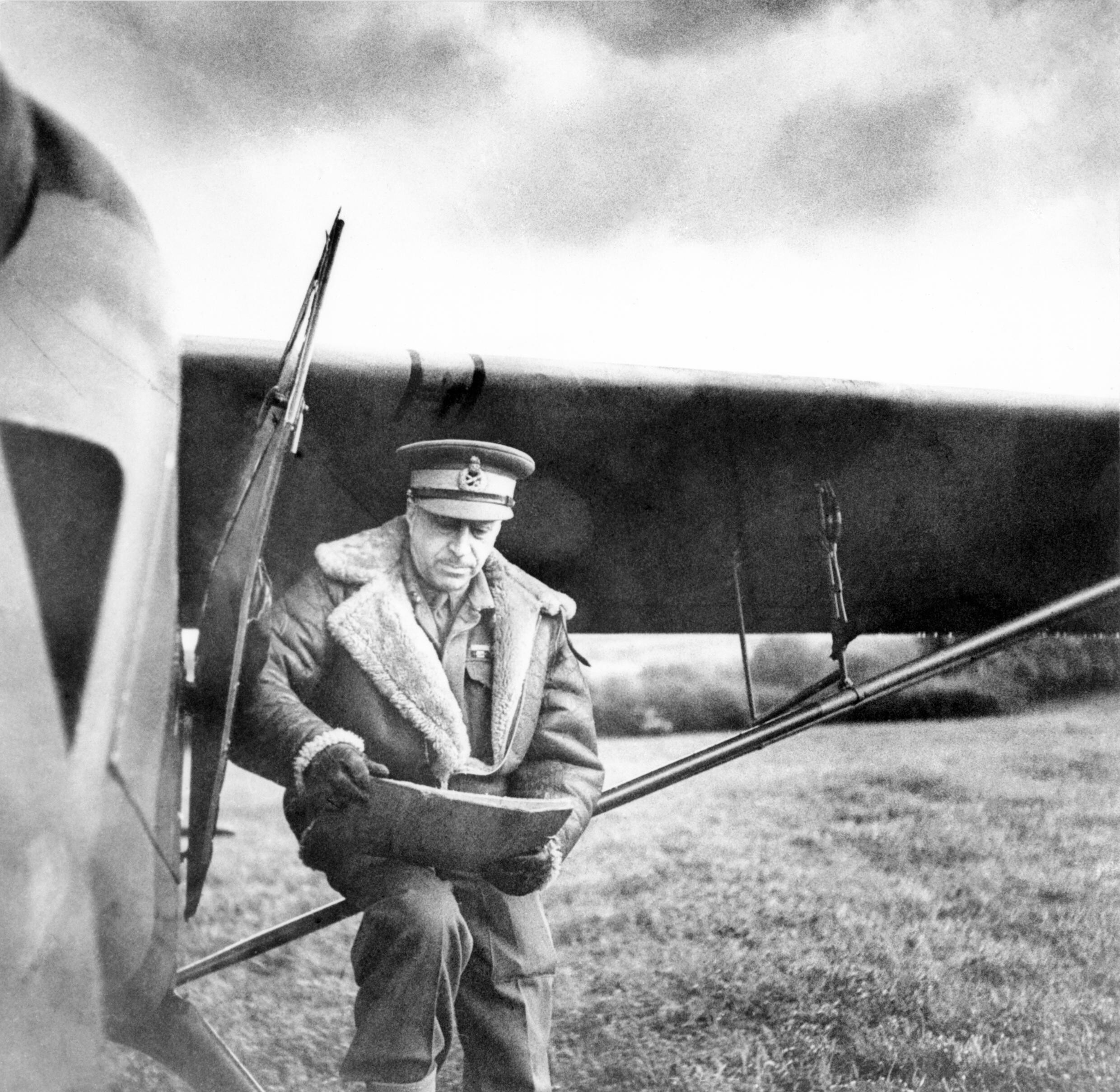
General Crerar

Crerar llegó a Halifax, Canadá, en el transporte de tropas SS Île de France, con 980 veteranos canadienses de la Segunda Guerra Mundial, el 5 de agosto de 1945. Regresó a Ottawa dos días después. Crerar se retiró del ejército en 1946 y más tarde ocupó el cargo de diplomático en Checoslovaquia, los Países Bajos y Japón.
Creía que la Bandera roja canadiense, debería seguir siendo la bandera nacional de su país.
Crerar asumió el Consejo Privado de la Reina por Canadá el 25 de junio de 1964.

### Tributos
El barrio Crerar ubicada en una montaña en Hamilton, Ontario fue nombrada en su honor. Está delimitada por el Lincoln M. Alexander Parkway (norte), Stone Church Road (sur), Upper Wellington Street (oeste) y el Upper Wentworth Street (este). Los hitos en este barrio incluyen Ebenezer Villa (asilo de ancianos) y el Crerar Park, también nombrado en su honor.
Crerar Street en Regina fue también nombrado en su honor.
Un bulevar en la ciudad de Kingston, Ontario, es también nombrado en su honor. Crerar Bulevar esta en el sur de Front Road en el distrito Point Pleasant, cerca de Reddendale. La calle arbolada está delimitada en la Bishop Street por el este y la Lakeview Avenue/Gordon Street por el oeste.
Una avenida en Ottawa, Ontario, está nombrada en su honor. Crerar Avenue, la principal carretera de la ciudad, que atraviesa desde el Merivale Road, hasta el Fisher Avenue.
También existe un municipio con su nombre en Sturgeon Falls, Ontario.
Además, una escuela primaria, localizado en 30 McGregor Road en Scarborough, Ontario, fue nombrado en su honor. Tienen el apodo de los Pumas.

## Otras fuentes
- 4237 Dr. Adrian Preston & Peter Dennis (Editado) "Swords and Covenants" Rowman and Littlefield, Londres. Croom Helm. 1976.
- H16511 Dr. Richard Arthur Preston "To Serve Canada: A History of the Royal Military College of Canada" Toronto, University of Toronto Press, 1969.
- H16511 Dr. Richard Arthur Preston "Canada's RMC – A History of Royal Military College" Second Edition 1982.
- H16511 Dr. Richard Preston "R.M.C. and Kingston: The effect of imperial and military influences on a Canadian community" 1968 Kingston, Ontario.
- H1877 R. Guy C. Smith (editor) "As You Were! Ex-Cadets Remember". In 2 Volumes. Volume I: 1876–1918. Volume II: 1919–1984. RMC. Kingston, Ontario. The R.M.C. Club of Canada. 1984.
- MapArt Golden Horseshoe Atlas – Página 657 – Grids M13, M14.
- J.L. Granatstein. The Generals: the Canadian Army's Senior Commanders in the Second World War (Toronto, 1993). ISBN 0-7737-5728-7
- Hillfield-Strathallan College celebrates 100 years, The Spectator. Hamilton, Ont.: Sep 8, 2001. pg. A.08
- General H.D.G. Crerar Archivado el 6 de marzo de 2014 en Wayback Machine., Juno Centro de playa

- Datos: Q718465
- Multimedia: Harry Crerar / Q718465